# Бися Юаньцзюнь
Бися Юаньцзюнь (кит. упр. 碧霞元君, пиньинь bì xiá yuán jūn) — вера в горного бога (даосизм), сосредоточенная в Северо-Китайском регионе материкового Китая. Поскольку она расположена на горе Тай, ее почитают как Святую Мать горы Тай, Бися Юаньцзюнь, а ее полное название - «Дунъюэ Тайшань Тяньсяньская Нефритовая Леди Бися Юаньцзюнь». В народе ее ласково называют: «Тайшаньская бабушка», «Тайшаньская Няньнянь», «Тайшаньская святая мать», «Небесная фея», «Святая мать» и т. д., а ее додзё находится в Тайшане, первой из пяти священных гор в Китае.

## Исторические предпосылки

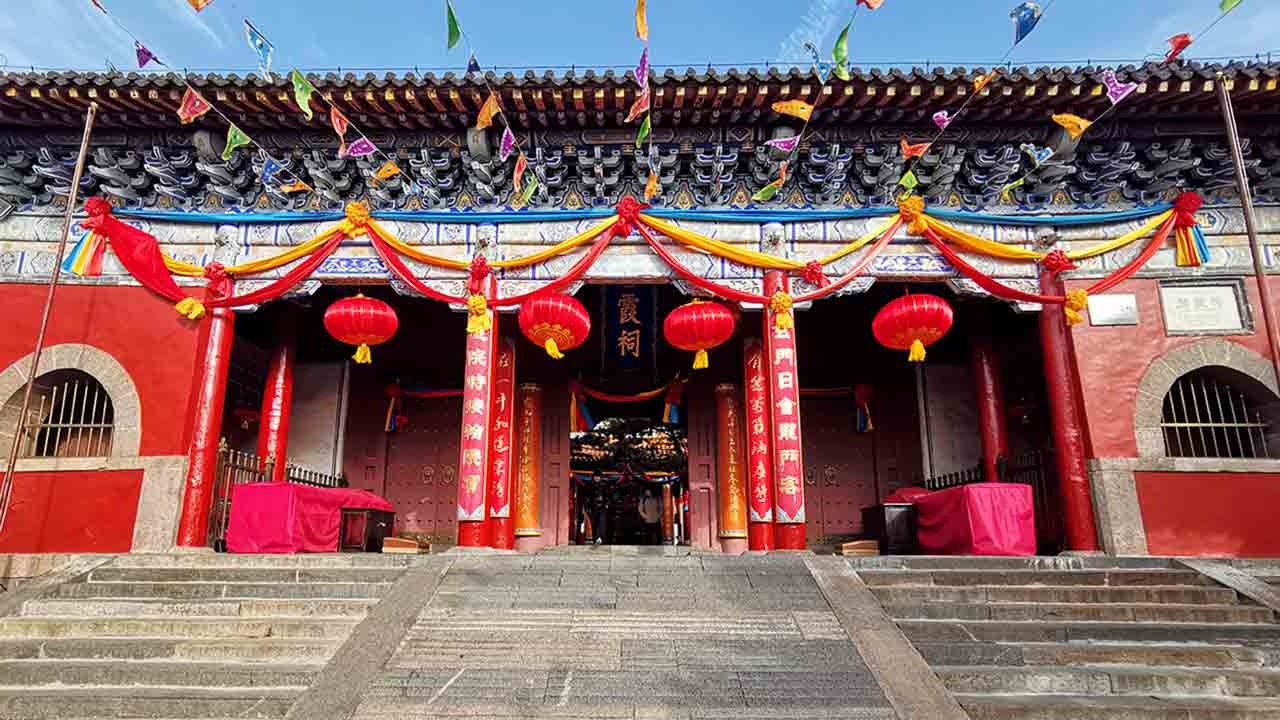
Храм Бися

Согласно даосизму, Бися Юаньцзюнь "благословляет все живые существа и проявляет свой дух в Китае. Она руководит божественными воинами горы Тайшань и отвечает за наблюдение за добром и злом на земле". Существуют разные теории о году его рождения и жизненном опыте с древних времен, в том числе теория о том, что обычные женщины получали результаты духовной практики, теория дочери Желтого императора, теория Нефритовой девушки Хуашаня.
Исторически сложилось так, что Чжэнь-цзун (династия Сун) запечатал Тайшань, в верхней части бассейна Нефритовой дамы Тайшань рядом с каменной статуей Нефритовой дамы, то есть построил святилище для поклонения, названное "Тяньсяньская Нефритовая Леди Бися Юаньцзюнь", и создал святилище Чжаочэн. При династии Цзинь святыня была переименована в Чжаочжэнь Гуань, при династии Мин она стала называться "Дворец Линъюй", а в последние времена - "Храм Бися".

## Система убеждения

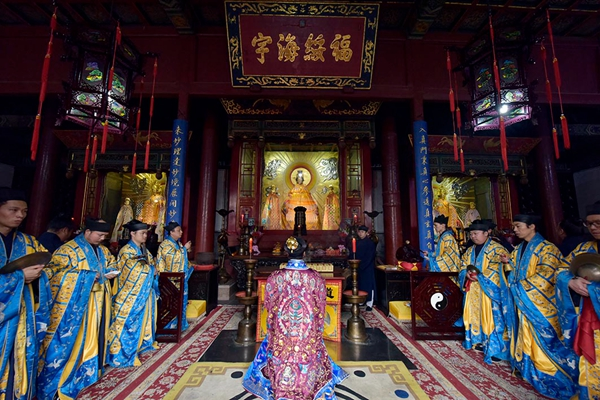
Ассамблея Дхармы храма Бися

В северном регионе Китая вера в Бися Юаньцзюнь очень сильна, и верующие используют его как бога для поклонения, а их молитвы получают ответ. С древних времен в китайском фольклоре существует поговорка "Северная Юаньцзюнь, Южная Мацзу", то есть Бися Юаньцзюнь на севере и Мацзу на юге, две главные богини юга и севера, обе они имеют высокий статус и глубоко почитаются народом.
Есть две причины, по которым люди высоко ценят Бися Юаньцзюнь:
Во-первых, это неотделимо от миссии Бися Юаньцзюнь. В "Храмовой стеле Дунъюэ Бися" династии Мин записано: «Юаньцзюнь может приносить пользу всем живым существам, как пожелает. Бедняки желают быть богатыми, больные желают быть здоровыми, земледельцы желают хороших лет, бизнесмены желают Чтобы был мир, а те, у кого нет детей, желают иметь наследников». Из этого мы видим, что на психологическом уровне людей Бися Юаньцзюнь просто отзывчив на все просьбы и всемогущ. .
Во-вторых, Бися Юаньцзюнь, как доступная, приветливая и милосердная богиня, заставляет тружеников чувствовать себя ближе к ней, тем самым доверяя ей все больше и больше, и стала доброй матерью и святой матерью в сердцах людей.